# Trond Olsen
Trond Olsen (Lyngen, 5 febbraio 1984) è un ex calciatore norvegese, di ruolo attaccante.

## Caratteristiche tecniche
Olsen era un'ala sinistra che faceva della velocità uno dei suoi punti di forza.

## Carriera

### Club
Olsen cominciò la carriera professionistica con la maglia del Bodø/Glimt. Esordì nell'Eliteserien in data 9 settembre 2001, quando subentrò a Christian Berg nel pareggio casalingo per 2-2 contro lo Stabæk. Il 28 settembre segnò la prima rete nella massima divisione norvegese, nel successo per 5-1 sul Brann. Nell'annata successiva, il suo spazio aumentò considerevolmente: giocò infatti 20 incontri in campionato, mettendo a referto un'altra marcatura. Nel campionato 2003 contribuì al secondo posto finale della sua squadra, che consentì al Bodø/Glimt di qualificarsi per la Coppa UEFA. Il 12 ottobre 2004 poté allora debuttare nelle competizioni europee per club, quando fu schierato titolare nel successo per 2-1 sul Levadia Tallinn. Nella stessa stagione, il Bodø/Glimt si classificò al terzultimo posto in graduatoria e dovette così affrontare gli incontri di qualificazione all'Eliteserien successiva: Olsen giocò entrambi gli incontri con il Kongsvinger (andando anche a segno nella sfida di ritorno), al termine dei quali la sua squadra s'impose con un complessivo 4-1. Nel campionato 2005, il Bodø/Glimt arrivò all'ultimo posto e retrocesse in 1. divisjon.
Olsen rimase però - almeno inizialmente - nell'Eliteserien, poiché fu ceduto in prestito al Lillestrøm. Disputò il primo match con questa casacca in data 18 aprile 2006: subentrò infatti a Bjørn Helge Riise nel pareggio per 1-1 in casa del Brann. Il suo spazio fu però limitato, giocando complessivamente 5 partite e segnando una sola rete, nel successo per 0-3 sullo Høland, nel primo turno della Coppa di Norvegia 2006. A metà stagione tornò così al Bodø/Glimt. Nel campionato successivo, contribuì alla promozione della squadra, attraverso gli incontri di qualificazione all'Eliteserien: il Bodø/Glimt superò infatti l'Odd Grenland nel doppio confronto, anche grazie alle due reti di Olsen nella sfida di ritorno. Nel 2008 aiutò la formazione a raggiungere la salvezza con 10 gol in 27 incontri.
Il 29 gennaio 2009 fu ufficializzato il suo passaggio al Rosenborg, in cambio di 8.500.000 corone. Firmò un contratto dalla durata quadriennale e scelse la maglia numero 7. Esordì con questa maglia in data 15 marzo, trovando anche la via del gol nel successo per 3-0 sul Vålerenga. Contribuì alla vittoria finale nel campionato 2009, con 8 reti in 24 partite. Nella prima stagione, ricoprì il ruolo d'esterno offensivo nel 4-2-3-1 della squadra. Nella primavera del 2010, però, l'allenatore Erik Hamrén scelse di cambiare schema ed optò per un 4-4-2 che relegò Olsen in panchina. Il suo spazio in squadra andò allora assottigliandosi e neanche l'avvicendamento in panchina con il nuovo tecnico Jan Jönsson cambiò le cose.
L'8 agosto 2011 fu reso noto il raggiungimento dell'accordo economico tra Rosenborg e Viking per il trasferimento di Olsen. L'ala si legò al nuovo club con un contratto valido per i successivi tre anni e mezzo. Il 19 agosto fu allora schierato titolare nella sconfitta per 4-2 in casa dell'Odd Grenland. Il 10 settembre segnò la prima rete, nel pareggio per 2-2 in casa dello Strømsgodset.
Il 22 gennaio 2014, tornò ufficialmente al Bodø/Glimt, firmando un contratto triennale.
Il 15 agosto 2018 si è trasferito al Sogndal, a cui si è legato per un anno e mezzo. Il 1º febbraio 2019 ha anticipatamente risolto il contratto che lo legava al club.

### Nazionale
Olsen conta 11 presenze e 3 reti con la Norvegia under 21. Debuttò il 14 gennaio 2003, schierato titolare nel pareggio per 1-1 contro il Brasile under 21. Il 17 agosto 2004 arrivarono le prime reti, con una doppietta inflitta al Belgio under 21 (gli scandinavi persero 2-3). Il 19 novembre 2008 esordì invece nella Nazionale maggiore, quando fu titolare nella sconfitta per 1-0 contro l'Ucraina.
Ha anche giocato con la selezione dei Sami nella VIVA World Cup (una manifestazione internazionale per le federazioni non affiliate alla FIFA) del 2006, durante la quale realizzò 5 gol e vinse il titolo di "Campione del Mondo".

## Statistiche

### Presenze e reti nei club
Statistiche aggiornate al 6 febbraio 2019.
| Stagione          | Club              | Campionato        | Campionato | Campionato | Coppe nazionali | Coppe nazionali | Coppe nazionali | Coppe continentali | Coppe continentali | Coppe continentali | Supercoppe | Supercoppe | Supercoppe | Totale | Totale |
| Stagione          | Club              | Comp              | Pres       | Reti       | Comp            | Pres            | Reti            | Comp               | Pres               | Reti               | Comp       | Pres       | Reti       | Pres   | Reti   |
| ----------------- | ----------------- | ----------------- | ---------- | ---------- | --------------- | --------------- | --------------- | ------------------ | ------------------ | ------------------ | ---------- | ---------- | ---------- | ------ | ------ |
| 2001              | Bodø/Glimt        | ES                | 3          | 1          | CN              | 0               | 0               | -                  | -                  | -                  | -          | -          | -          | 3      | 1      |
| 2002              | Bodø/Glimt        | ES                | 20         | 1          | CN              | 3               | 1               | -                  | -                  | -                  | -          | -          | -          | 23     | 2      |
| 2003              | Bodø/Glimt        | ES                | 14         | 1          | CN              | 6               | 1               | -                  | -                  | -                  | -          | -          | -          | 20     | 2      |
| 2004              | Bodø/Glimt        | ES                | 23+2       | 3+1        | CN              | 4               | 4               | CU                 | 4                  | 0                  | -          | -          | -          | 33     | 8      |
| 2005              | Bodø/Glimt        | ES                | 24         | 3          | CN              | 2               | 0               | -                  | -                  | -                  | -          | -          | -          | 26     | 3      |
| gen.-lug. 2006    | Lillestrøm        | ES                | 4          | 0          | CN              | 1               | 1               | -                  | -                  | -                  | -          | -          | -          | 5      | 1      |
| lug.-dic. 2006    | Bodø/Glimt        | 1D                | 17         | 7          | CN              | 2               | 1               | -                  | -                  | -                  | -          | -          | -          | 19     | 8      |
| 2007              | Bodø/Glimt        | 1D                | 29+2       | 11+2       | CN              | 4               | 4               | -                  | -                  | -                  | -          | -          | -          | 33     | 15     |
| 2008              | Bodø/Glimt        | ES                | 26         | 10         | CN              | 5               | 4               | -                  | -                  | -                  | -          | -          | -          | 31     | 14     |
| 2009              | Rosenborg         | ES                | 29         | 8          | CN              | 5               | 4               | UEL                | 4                  | 1                  | -          | -          | -          | 38     | 13     |
| 2010              | Rosenborg         | ES                | 24         | 4          | CN              | 4               | 4               | UCL+UEL            | 6+2                | 0                  | SN         | 1          | 1          | 37     | 9      |
| gen.-ago. 2011    | Rosenborg         | ES                | 12         | 2          | CN              | 4               | 3               | UCL+UEL            | 4+0                | 1+0                | -          | -          | -          | 36     | 8      |
| Totale Rosenborg  | Totale Rosenborg  | Totale Rosenborg  | 65         | 14         |                 | 13              | 11              |                    | 16                 | 2                  |            | 1          | 1          | 95     | 28     |
| ago.-dic. 2011    | Viking            | ES                | 7          | 1          | CN              | 1               | 0               | -                  | -                  | -                  | -          | -          | -          | 8      | 1      |
| 2012              | Viking            | ES                | 24         | 5          | CN              | 3               | 1               | -                  | -                  | -                  | -          | -          | -          | 27     | 6      |
| 2013              | Viking            | ES                | 29         | 9          | CN              | 3               | 0               | -                  | -                  | -                  | -          | -          | -          | 32     | 9      |
| Totale Viking     | Totale Viking     | Totale Viking     | 60         | 15         |                 | 7               | 1               |                    | -                  | -                  |            | -          | -          | 67     | 16     |
| 2014              | Bodø/Glimt        | ES                | 28         | 5          | CN              | 2               | 1               | -                  | -                  | -                  | -          | -          | -          | 30     | 6      |
| 2015              | Bodø/Glimt        | ES                | 29         | 13         | CN              | 2               | 0               | -                  | -                  | -                  | -          | -          | -          | 31     | 13     |
| 2016              | Bodø/Glimt        | ES                | 30         | 6          | CN              | 6               | 3               | -                  | -                  | -                  | -          | -          | -          | 36     | 9      |
| 2017              | Bodø/Glimt        | 1D                | 27         | 10         | CN              | 1               | 0               | -                  | -                  | -                  | -          | -          | -          | 28     | 10     |
| gen.-ago. 2018    | Bodø/Glimt        | ES                | 10         | 0          | CN              | 3               | 1               | -                  | -                  | -                  | -          | -          | -          | 13     | 1      |
| Totale Bodø/Glimt | Totale Bodø/Glimt | Totale Bodø/Glimt | 280        | 71         |                 | 40              | 20              |                    | 4                  | 0                  |            | -          | -          | 314    | 91     |
| ago.-dic. 2018    | Sogndal           | 1D                | 4          | 0          | CN              | -               | -               | -                  | -                  | -                  | -          | -          | -          | 4      | 0      |
| Totale            | Totale            | Totale            | 413        | 100        |                 | 61              | 33              |                    | 20                 | 2                  |            | 1          | 1          | 495    | 136    |

### Cronologia presenze e reti in nazionale
| Cronologia completa delle presenze e delle reti in nazionale ― Norvegia | Cronologia completa delle presenze e delle reti in nazionale ― Norvegia | Cronologia completa delle presenze e delle reti in nazionale ― Norvegia | Cronologia completa delle presenze e delle reti in nazionale ― Norvegia | Cronologia completa delle presenze e delle reti in nazionale ― Norvegia | Cronologia completa delle presenze e delle reti in nazionale ― Norvegia | Cronologia completa delle presenze e delle reti in nazionale ― Norvegia | Cronologia completa delle presenze e delle reti in nazionale ― Norvegia |
| Data                                                                    | Città                                                                   | In casa                                                                 | Risultato                                                               | Ospiti                                                                  | Competizione                                                            | Reti                                                                    | Note                                                                    |
| ----------------------------------------------------------------------- | ----------------------------------------------------------------------- | ----------------------------------------------------------------------- | ----------------------------------------------------------------------- | ----------------------------------------------------------------------- | ----------------------------------------------------------------------- | ----------------------------------------------------------------------- | ----------------------------------------------------------------------- |
| 19-11-2008                                                              | Dnipropetrovs'k                                                         | Ucraina                                                                 | 1 – 0                                                                   | Norvegia                                                                | Amichevole                                                              | -                                                                       |                                                                         |
| Totale                                                                  |                                                                         | Presenze                                                                | 1                                                                       |                                                                         | Reti                                                                    | 0                                                                       |                                                                         |

## Palmarès
- Campionato norvegese: 2

Rosenborg: 2009, 2010
- Superfinalen: 1

Rosenborg: 2010